# Белл-Рок
Маяк Белл-Рок (англ. Bell Rock Lighthouse) — маяк в Северном море, расположен на рифе Инчкейп в 19 км на восток от берегов Шотландии (область Ангус), у входа в бухту Ферт-оф-Тей и недалеко от залива Ферт-оф-Форт. Маяк был построен в 1807—1811 гг. инженером Робертом Стивенсоном (дедом знаменитого писателя) и ныне является старейшим маяком на Британских островах из числа построенных на рифах. Высота строения — 35,3 м; автоматизирован в 1988 году. До 1955 года маяк работал совместно с сигнальной станцией, построенной в 1813 году на берегу гавани Арброта, в настоящее время в ней расположен музей истории маяка.
Риф, на котором стоит маяк, имеет протяжённость 600 м и большую часть времени находится под водой, появляясь над поверхностью всего лишь на несколько часов в день в отлив, из-за чего представляет опасность для судоходства. В самый высокий прилив скала, на которой стоит маяк, находится на глубине 3,65 м, а в самый сильный отлив — возвышается на 1,22 м над поверхностью воды.
Маяку Белл-Рок посвящена серия художественно-документальной передачи BBC «Семь чудес индустриального мира».

## Строение

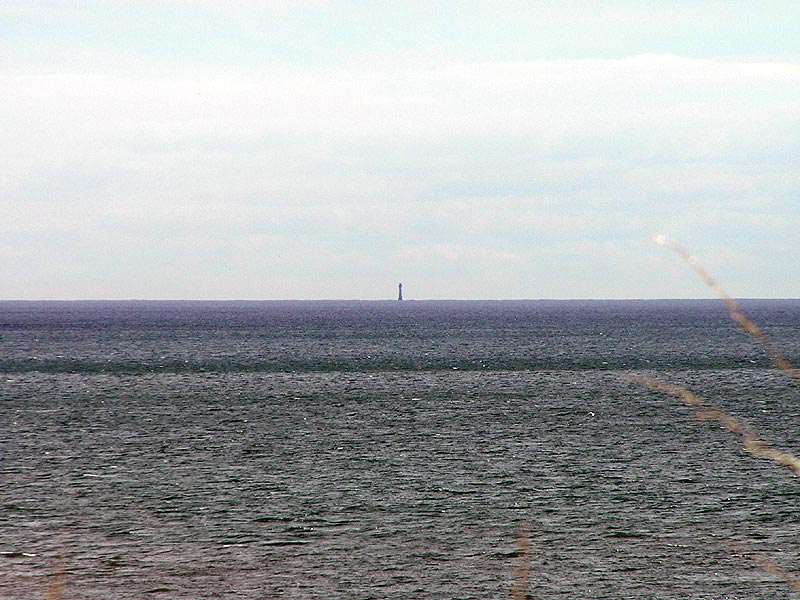
Вид на маяк с берега от деревни Охмити

Маяк построен из камня и имеет 90 рядов кладки. Основа из песчаника, до 26-го ряда облицован гранитом. Строительный раствор состоит из извести, пуццолана и песка. Для внешнего скрепления камней использовался романцемент. Всего при строительстве маяка было использовано 2835 камней; его общий вес со световым механизмом составляет 2083,445 т.
Сужающаяся к верху форма маяка необходима для отклонения энергии волн вверх. Первый ряд кладки имеет диаметр 12,8 м и состоит из 123 камней, каждый из которых имеет вес более тонны и толщину 45,7 см. До 26 ряда кладка полостей не имеет, а на 27-м ряду, который состоит из 38 камней и расположен на высоте 9,95 м от основания и 5,18 м от уровня прилива, находится вход в здание и начало каменной винтовой лестницы. Эта лестница поднимается до 38 ряда, причём стены в этой части маяка имеют среднюю толщину 1,83 м. На высоте здания 13,72 м расположен 39 ряд кладки (16 камней), с которого начинаются комнаты со стенами толщиной 96,5 см. Пять этажей поднимаются до 85 уровня, где расположена комната светового аппарата и выход на балкон. Этот уровень состоит из 8 камней и имеет диаметр 4,11 м. Максимальная высота каменной части строения — 31,24 м. Комната для светового механизма выполнена из чугуна с медными и латунными вставками и закрыта сеткой. Окна комнаты расположены восьмиугольником и сделаны из 48 стёкол толщиной 6,35 мм.

## Строительство маяка
По легенде, в XIV веке настоятель Арбротского аббатства распорядился прикрепить на риф колокол, звуки которого, создаваемые волнами, предупреждали бы суда об опасности. Так, подводные скалы получили название Белл-Рок (англ. Bell Rock — «скала с колоколом»). Колокол простоял всего год и был сломан неким голландским пиратом, корабль которого позже разбился на этом же рифе. Данный сюжет лёг в основу известной баллады «The Inchcape Rock» английского поэта Роберта Саути.
В сильнейший шторм 1799 года в районе подводных скал разбилось 70 судов, и молодой инженер Роберт Стивенсон посетил риф для первичного осмотра, собрав на нём более 100 кг металлических деталей от разбившихся кораблей. Убедившись в реальности проекта, Стивенсон предоставил план каменного маяка, но вышестоящие органы не торопились выделять столь большие деньги (42 685 фунтов стерлингов) на строительство. В 1804 году на рифе Инчкейп затонул 64-пушечный военный корабль «Йорк» со всем экипажем, после чего в 1806 году Парламентом было принято решение строить маяк По плану Стивенсона он должен иметь такую же структуру, что и построенный в 1759 году маяк Эдистоун. Совет по северным маякам (en:Northern Lighthouse Board) нанял архитектора Джона Ренни, который, хоть никогда не строил маяков, настоял на увеличении кривизны нижней части маяка до 40 градусов. В дальнейшем Ренни практически не участвовал в проекте, осуществляя лишь общее руководство..

### 1807 год
Строительство началось в конце лета 1807 года — утром 27 августа первая бригада в составе 24 человек отплыла на риф. Работы могли вестись всего по несколько часов в день, поэтому рабочие жили на стоявшем рядом судне. За первую неделю на скале были сооружены кузница и проделаны 12 отверстий для временного строения. Чтобы возвести маяк максимально быстро, большинство рабочих трудилось даже по воскресеньям.
В сентябре судно, где жили строители, сорвало с якоря, когда рабочие были на рифе. 32 человека не могли вместиться в две шлюпки, каждая из которых была рассчитана на 8 человек, однако их жизни спасло неожиданное появление крупной лодки, привёзшей почту. Во избежание повторения подобной ситуации все силы были сконцентрированы на строительстве временной башни. В октябре башня была завершена и строители вернулись на берег на сезон зимних штормов.

### 1808 год

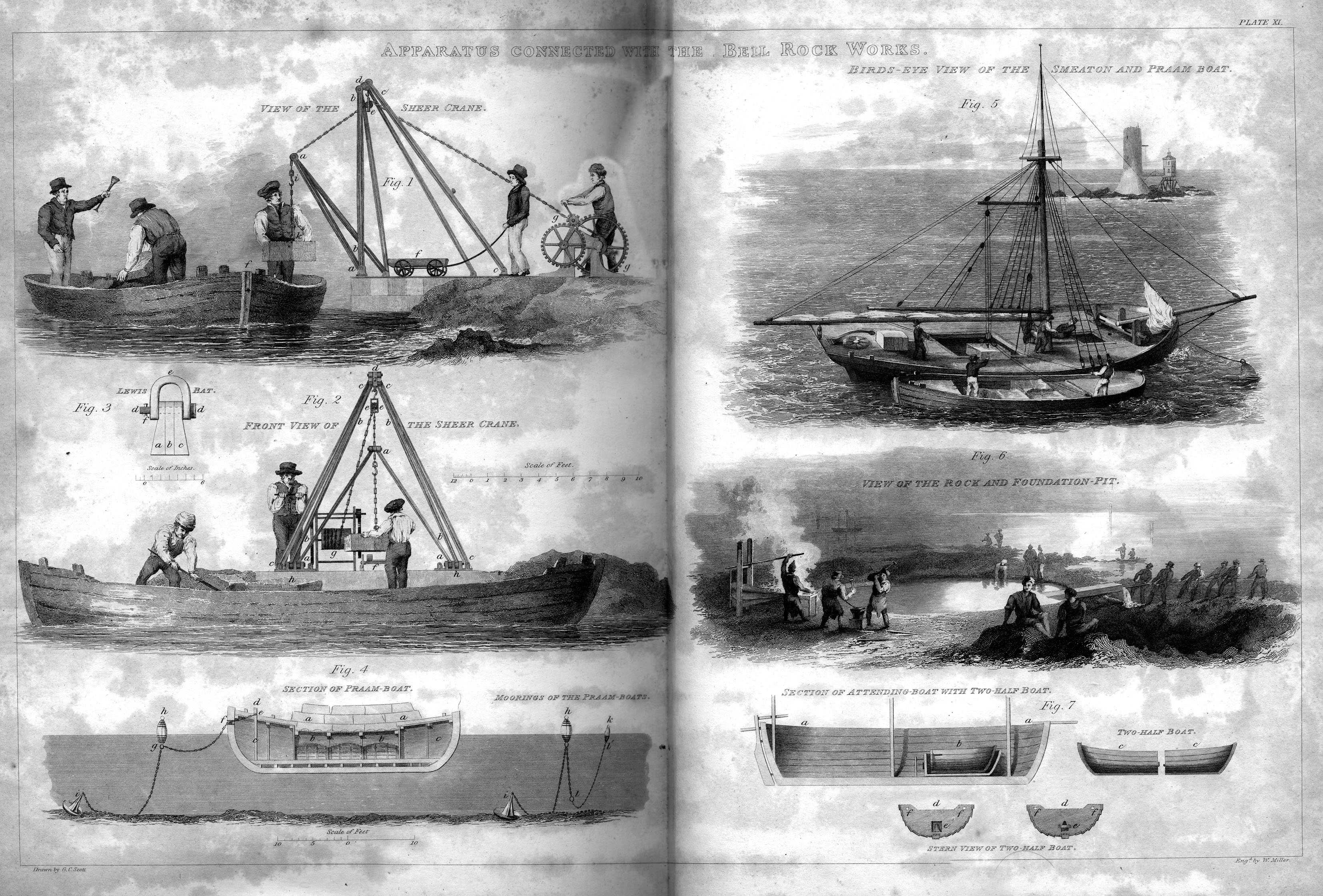
Гравюра, иллюстрирующая процесс транспортировки камней к месту строительства

К началу сезона Стивенсон получил в распоряжение новое судно для проживания строителей. Добравшись до рифа, рабочие обнаружили, что временная башня совсем не пострадала, за исключением ободранной краски и поселившихся в ней чаек и бакланов, поэтому её было решено использовать не только как временное убежище, но и место для проживания. В мае число рабочих, трудившихся над маяком, достигло 60. С берега была налажена доставка необходимых для строительства инструментов и материалов — гранита из Абердина и Питерхеда, а также песчаника из Милнфилда (возле Данди) и Крейглита (возле Эдинбурга).
Начались работы по строительству самого маяка. Для фундамента нужно было выбить в скале яму диаметром около 13 метров и глубиной более 4 метров. Все работы велись вручную, поскольку использование пороховых зарядов могло разрушить весь риф. Подготовка ямы осложнялась тем, что после отлива каждый раз приходилось откачивать из неё воду.
К 4 июня в Арброте, где располагались мастерские проекта, были готовы камни для нижнего ряда маяка. Для того, чтобы создать 52 облицовочных гранитных камня и 71 внутренний камень из песчаника, общий вес которых составил 104 тонны, потребовалась работа 60 каменотёсов в течение года. Первый камень фундамента был положен на рифе 10 июля; полностью нижний ряд был завершён 12 августа. Хотя камни были соединены шипами в виде ласточкина хвоста, Роберт Стивенсон также решил последовать опыту Джона Смитона, когда тот строил маяк Эдистоун в 1759 году, и улучшить соединение дубовыми нагелями и клиньями. Только в нижнем ряду было использовано 246 нагелей и 378 пар клиньев.
Второй ряд строения, который состоял из 136 камней общим весом 152 тонны, благодаря очень хорошей погоде, удалось уложить за 7 приливов. Третий ряд был не столь удачен — 11 сентября работы прервались из-за перебоев в поставках гранита из Абердина, а 13го числа шторм выбил из кладки два камня, которые впоследствии удалось уложить обратно. Под конец сезона третий ряд был закончен, и работы продолжались лишь на берегу — готовили камни для следующих рядов башни маяка.

### 1809 год

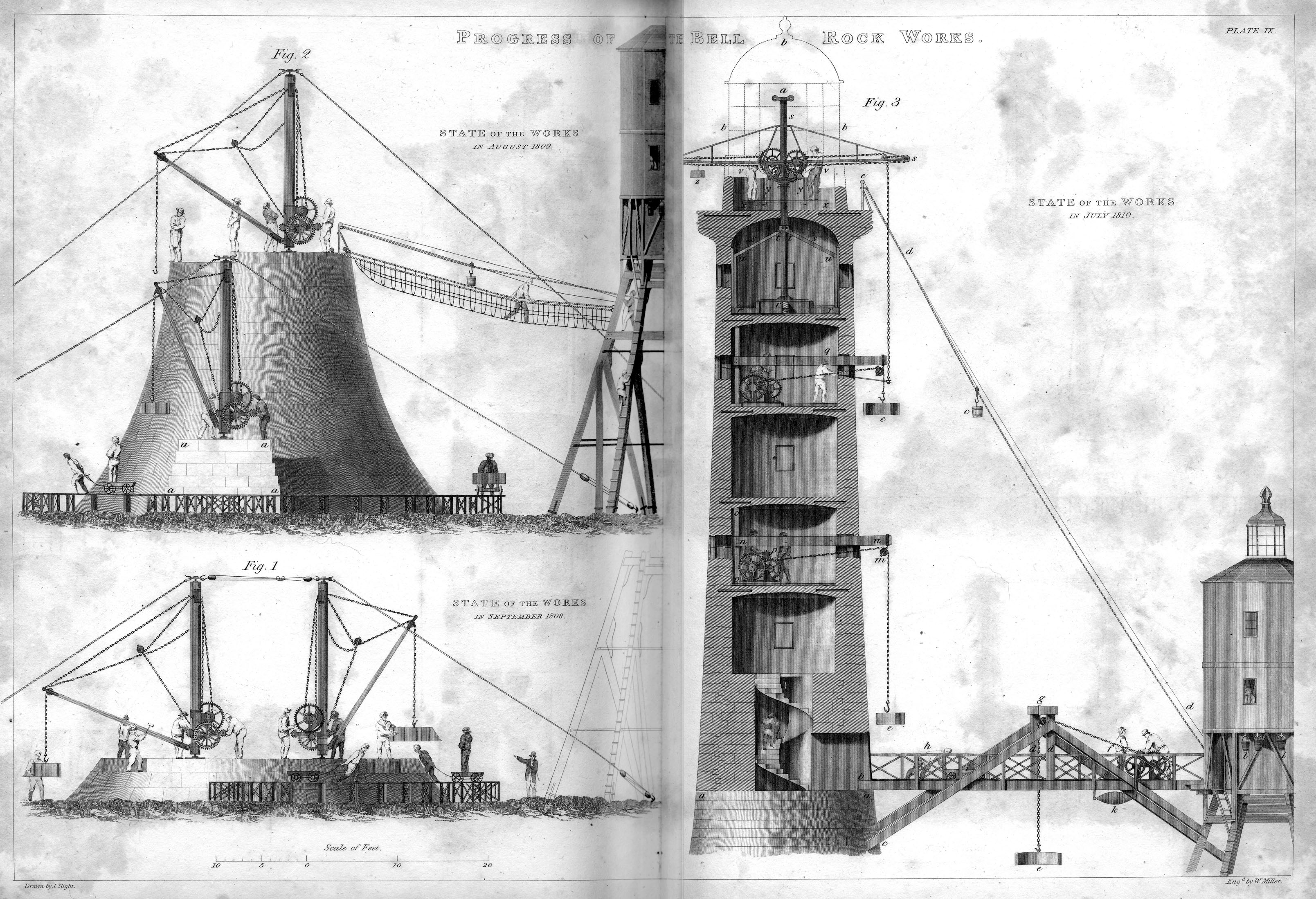
Слева — сентябрь 1809, справа — июль 1810, гравюра 1823 года

За сезон штормов, которые в январе этого года были особенно сильны, строения практически не пострадали. Однако работы по восстановлению и усовершенствованию железной дороги, использовавшейся для перевозки камней с лодки до маяка, закончились лишь к концу мая. С третьего ряда пришлось счищать наросты водорослей, образовавшихся там за зиму, кроме того работы осложняла низкая температура, которая в апреле и мае редко превышала 5 °C. В июне море также было неспокойно, но к 25 числу строение уже возвышался над скалами на 3 м, что позволило соорудить верёвочную лестницу между временной башней и маяком.
К 15 июля был положен двенадцатый ряд маяка и с высотой строения в 4,5 м строителям уже не приходилось бояться приливов. 22-го числа из-за войны, особенно по причине Вальхеренской экспедиции на судоходство у берегов Англии был наложен запрет, который длился 10 дней. К 25 августа был завершён 26-й ряд, на котором заканчивалась гранитная облицовка маяка. Строение достигло высоты 9,5 метров, где нужно было начинать делать дверь и лестницу, что было отложено на следующий сезон.

### 1810 год

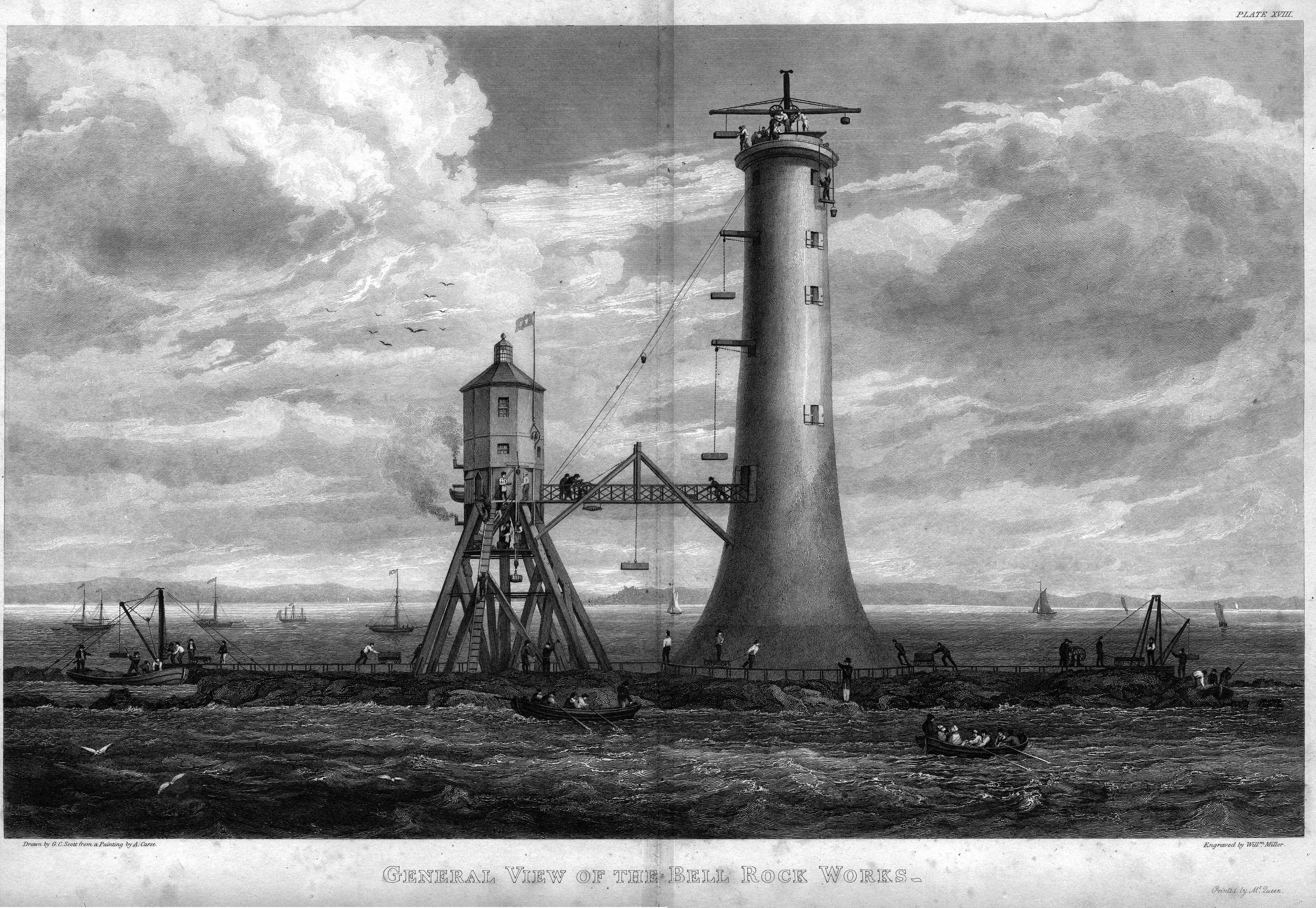
Строительные работы в июле 1810 года

Песчаник из Милнфилда оказался подверженным растрескиванию при низких температурах, поэтому для верхней части башни Стивенсон решил использовать высококачественный камень из карьера в Крейглите, из которого строился старый Эдинбург (включая известные Эдинбургский замок и Холирудхаус). В Арброте уже был готов 44 ряд кладки, и, хотя положено было всего 26 рядов из 90, Стивенсон надеялся, что работы будут завершены в этом году. Кроме того, в Гринсайде собирались компоненты для световой установки, которая, как планировалось, будет выдавать перемежающиеся лучи белого и красного цветов.
Из Лейта был привезён новый кран с противовесом, а верёвочная лестница между временной башней и маяком была заменена деревянными мостками. Камни теперь поднимались в два этапа — сперва лебёдкой на деревянные мостки, а затем краном к месту их укладки. На уровне двери маяка (27-й ряд) стены имеют толщину 1,8 м. К 22 мая был готов 31-й ряд, но при попытке поднять перемычку над дверью — особенно крупный камень весом 1,5 т — из-за недостатка противовеса у крана была повреждена опора, и он не работал 3 дня. К пятому июня с завершением 38-го ряда высота строения составляла уже 13,7 м. После следующего ряда работа строителей значительно упростилась, поскольку камни перестали скреплять нагелями и клиньями. 30 июня был положен 65 ряд, который соответствовал четвёртому этажу, где располагалась спальня. По достижении 24-метровой высоты пришлось сооружать на втором этаже башни промежуточный кран.
Оставшиеся ряды кладки строителям удалось уложить до конца июля. В этот период почти достроенный маяк с временной башней и мостом между ними стали местной достопримечательностью. Наиболее трудным оказался 85-й ряд (балконная галерея), в котором рабочим нужно было уложить несколько камней весом более тонны и длиной около 2,3 м. По расчётам Стивенсона, доставка каждого из них от пристани на рифе через железную дорогу и различные подъёмные механизмы до верха маяка занимала более 2 часов. Последний камень девяностого ряда — перемычка двери комнаты светового механизма был привезён на риф с соответствующими церемониями и установлен 30 июля.
В конце августа — начале сентября после сильного шторма, который рабочим пришлось пережидать несколько дней во временной башне, была установлена винтовая лестница, а до конца октября — самая верхняя комната для светового механизма. Световая установка, которая прибыла на риф Инчкейп 14 декабря, впервые зажглась 1 февраля 1811 года.
Общая стоимость проекта, включая постройку сигнальной башни на берегу, составила 61 339 фунтов стерлингов. За время строительства маяка погибло два человека. Несколько человек также получило серьёзные травмы, причём некоторые из пострадавших впоследствии стали смотрителями маяка Временная башня была разобрана в сентябре 1812 года, поскольку её опоры ослабли из-за воздействия различных ракообразных.. В 1814 году маяк был покрашен.

## Световой механизм

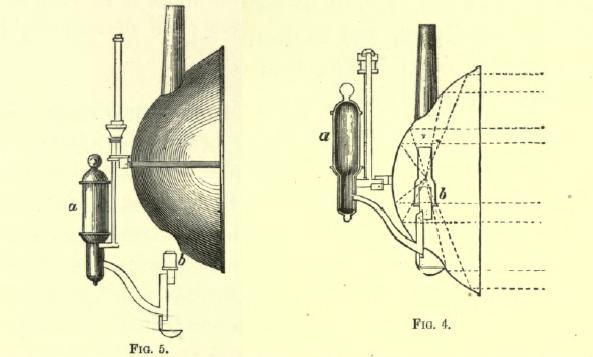
Схема первых отражателей светового механизма маяка

Первоначальная оптическая система состояла из 24 параболических отражателей диаметром 25 дюймов (63,5 см), внутренняя поверхность которых была покрыта серебром. В фокусе каждого отражателя размещалась масляная лампа Арганда. Отражатели размещались на прямоугольной раме, по 7 штук на двух главных сторонах и по 5 штук с красными фильтрами на дополнительных. Весь аппарат приводился во вращение заводным механизмом с грузом, опускающимся через всю башню. Этот первый вращающийся световой механизм в Шотландии имел период вращения 8 минут, то есть красный свет сменял белый каждые 4 минуты.
В 1843 году вся осветительная система была демонтирована и перевезена в маяк на мысе Бонависта, Ньюфаундленд, где она работала до 1872 года, а в настоящее время выставлена как экспонат. На маяке Белл-Рок была поставлена система с полностью выровненными лучами. Примерно в 1877 году параболические отражатели были заменены линзами Френеля, а спермацетовые лампы — на керосиновые. 5 апреля 1890 года при установке противотуманных сигналов из тонита произошёл взрыв, сильно повредивший световую комнату, поэтому маяк не работал до 13 апреля.
В 1902 году вся верхняя часть маяка и световой механизм были заменены — новая система на базе двояковыпуклых линз мигала красным и белым светом каждые 60 секунд. Тогда же были сняты противотуманные колокола, которые теперь хранятся в музее сигнальной башни. В 1964 году излучатели были заменены на электрическую систему, которая состояла из основной лампы мощностью 3,5 кВт (мощность 1,9 млн свечей), резервной лампы и восьми панелей линз, вращающихся со скоростью 2 оборота в минуту, что обеспечивало мигание маяка раз в 3 секунды. Питание системы производилось от двух дизельных генераторов, а в нижней части маяка выдолбили место для цистерны с горючим объёмом почти 5 тыс. литров.
26 октября 1988 года маяк был автоматизирован — была поставлена система Далена с газовыми горелками, из-за чего режим свечения изменился на мигание каждые 5 секунд, а также установлены радиопередатчики, работа которых не зависит от погодных условий. В конце 1999 года световой механизм был вновь изменён на электрический. На маяке были установлены аккумуляторы и солнечные батареи, которым в зимнее месяцы помогают генераторы.

## Происшествия и аварии
На маяке несколько раз случались пожары. 20 сентября 1811 года в кухонном помещении загорелась временная плита, что привело к растрескиванию некоторых стёкол в световой комнате. 3 сентября 1987 года протекла топливная трубка, и воспламенившиеся пары газа нанесли серьёзный ущерб двум верхним комнатам. Смотрители не пострадали и были эвакуированы вертолётом, хотя в тот момент был прилив.
Во время Первой и Второй мировых войн маяк Белл-Рок работал только в случае прохода союзных кораблей. 27 октября 1915 года капитан крейсера «Аргайл» (тип «Девоншир», 10 850 тонн) отправил стандартное радиосообщение береговым службам с запросом зажечь маяк в ночь с 27 на 28 октября. На маяке радио не было, и все сообщения доставлялись на лодке, однако состояние моря не позволило этого сделать. Ранним утром «Аргайл» натолкнулся на риф Инчкейп и впоследствии затонул. Никто из 655 человек на его борту не пострадал.
Во Вторую мировую войну маяк несколько раз обстреливался с самолётов (31 октября 1940, 30 марта 1941 и 5 апреля 1941). В ходе этих авианалётов никто не пострадал, но зданию был нанесён небольшой ущерб. Кроме того, 1 апреля 1941 года в примерно 10 метрах от маяка взорвалась сброшенная на него бомба, которая не причинила никакого вреда.
В декабре 1955 года, совершая тренировочный полёт, вертолёт ВВС Великобритании столкнулся с маяком. При манёвре над маяком воздушное судно потеряло управление и упало на башню, повредив её верхнюю часть. Экипаж вертолёта погиб, а маяк не функционировал в течение недели.